# Marlene Burwick
Marlene Burwick (1971) é uma política sueca. Desde 24 de setembro de  2018 ela serve como membro do Riksdag, o parlamento sueco, representando o distrito eleitoral do condado de Uppsala.